# 서지 (1468년)
서지(徐祉, 1468년 ~ 1537년)는 조선의 문신이다. 본관은 남평, 자는 수지, 호는 나옹이다.

## 생애
1498년 생원으로 식년 문과에 갑과로 급제하여 여러 관직을 거쳐 1508년(중종 3) 사헌부장령이 되었다.
1520년 대사간이 되었고, 이어 전라도병마절도사를 거쳐, 1521년 예조참의·동부승지 등을 지내다가 병으로 사임하였고, 1522년 전라도관찰사로 승배하였으나 사헌부의 체임 주청으로 회령부사에 임명되었다.
1524년에는 황해도관찰사가 되었으나 공함에 대한 답변 문제로 유배되었다가 곧 풀려났다. 1529년 대사헌을 거쳐 형조참판·한성부우윤 등을 역임했으나, 대간의 논척을 받아 파직당하였다가 이듬해 전라도관찰사로 복직되었다. 이어 동지중추부사·동지성균관사·형조판서·지의금부사·지중추부사·한성부판윤 등을 거쳐, 1536년 공조판서에 제수되었다.